# Adrien Briffod
Adrien Briffod (Vevey, 2 de agosto de 1994) es un deportista suizo que compite en triatlón.
Ganó una medalla de bronce en los Juegos Europeos de Cracovia 2023 y una medalla de bronce en el Campeonato Europeo de Triatlón de 2023, ambas en la prueba individual.

## Palmarés internacional
| Juegos Europeos    | Juegos Europeos    | Juegos Europeos   | Juegos Europeos |
| Año                | Lugar              | Medalla           | Prueba          |
| ------------------ | ------------------ | ----------------- | --------------- |
| 2023               | Cracovia (Polonia) | Medalla de bronce | Individual      |
| Campeonato Europeo |                    |                   |                 |
| Año                | Lugar              | Medalla           | Prueba          |
| 2023               | Madrid (España)    | Medalla de bronce | Individual      |